# Diagnostic and Statistical Manual of Mental Disorders
A Diagnostic and Statistical Manual of Mental Disorders (DSM) magyarul Mentális zavarok diagnosztikai és statisztikai kézikönyve.
Az Amerikai Pszichiátriai Társaság (APA), magyarul Amerikai Pszichiátriai Társaság szerkeszti. Feladata segítséget nyújtani az orvosoknak abban, hogy milyen tünetek szerint lehet valakit diagnosztizálni egy mentális betegséggel, valamint a betegségekhez kódot is rendel. Több kiadást élt meg, mert ahogy fejlődik az orvostudomány, a kézikönyv úgy alkalmazkodik a korhoz. Jelenleg (2024 elején) az Amerikai Pszichiátriai Társaság 2013-ban megjelent ötödik kiadása az érvényes.
A kategorizálás és osztályozás értelme abban van, hogy ha a hasonló rendellenes viselkedéseknek ugyanaz az oka, akkor könnyebb azt megtalálni. A szakemberek közti kommunikációt is gyorsítja, hatékonyabbá teszi. Egy bizonyos betegségen belül a hasonló tünetekkel rendelkező betegek különböző kezeléséből, a kór lefolyásából meghatározható, mely kezelési módszerek lehetnek a legjobbak. Az így összegyűjtött ismereteket a későbbiekben felhasználhatják a betegek eredményesebb kezeléséhez.
Nem szabad azonban szem elől téveszteni, hogy minden eset egyedi. A kór lefolyása nem jósolható meg 100%-ban. Az azonos tünetek nem okvetlenül jelentenek azonos okokat is.

## Kategóriái
1. Idegrendszeri fejlődési zavarok
2. Szkizofréniaspektrum és más pszichotikus zavarok
3. Bipoláris és kapcsolódó zavarok
4. depressziós zavarok
5. Szorongásos zavarok
6. Obszesszív-kompulzív és a kapcsolódó zavarok
7. Traumákkal és stresszorokkal kapcsolatos zavarok
8. Disszociatív zavarok
9. Pszichoszomatikus zavarok
10. Táplálkozászavarok
11. Ürítési zavarok
12. Alvás-ébrenlét zavarok
13. Szexuális diszfunkciók
14. Nemi (gender-) diszfória
15. Diszruptív, impulzuskontroll- és viselkedészavarok
16. Szerhasználati és függőségzavarok
17. Neurokognitív zavarok
18. Személyiségzavarok
19. Parafíliás zavarok
20. Más (klinikailag lényeges) zavarok

## Fordítás
- Ez a szócikk részben vagy egészben  a   Diagnostic and Statistical Manual of Mental Disorders című német Wikipédia-szócikk fordításán alapul.  Az eredeti cikk szerkesztőit annak laptörténete sorolja fel. Ez a jelzés csupán a megfogalmazás eredetét és a szerzői jogokat jelzi, nem szolgál a cikkben szereplő információk forrásmegjelöléseként.